# Victoire de l'album rap
La Victoire de l'album rap de l'année est une ancienne récompense musicale française qui n'a été décernée qu'une seule et unique fois, lors des Victoires de la musique de 2019. Elle venait primer le meilleur album de Rap selon les critères d'un collège de professionnels.

## Palmarès

### Années 2010
- 2019 : Lithopédion de Damso[1]